# 平定省
平定省（越南语：／）是原越南中南沿海地區的一个省，省莅归仁市。

## 地理
平定省北接广义省，西接嘉莱省，南接富安省，东临南中国海。

## 历史

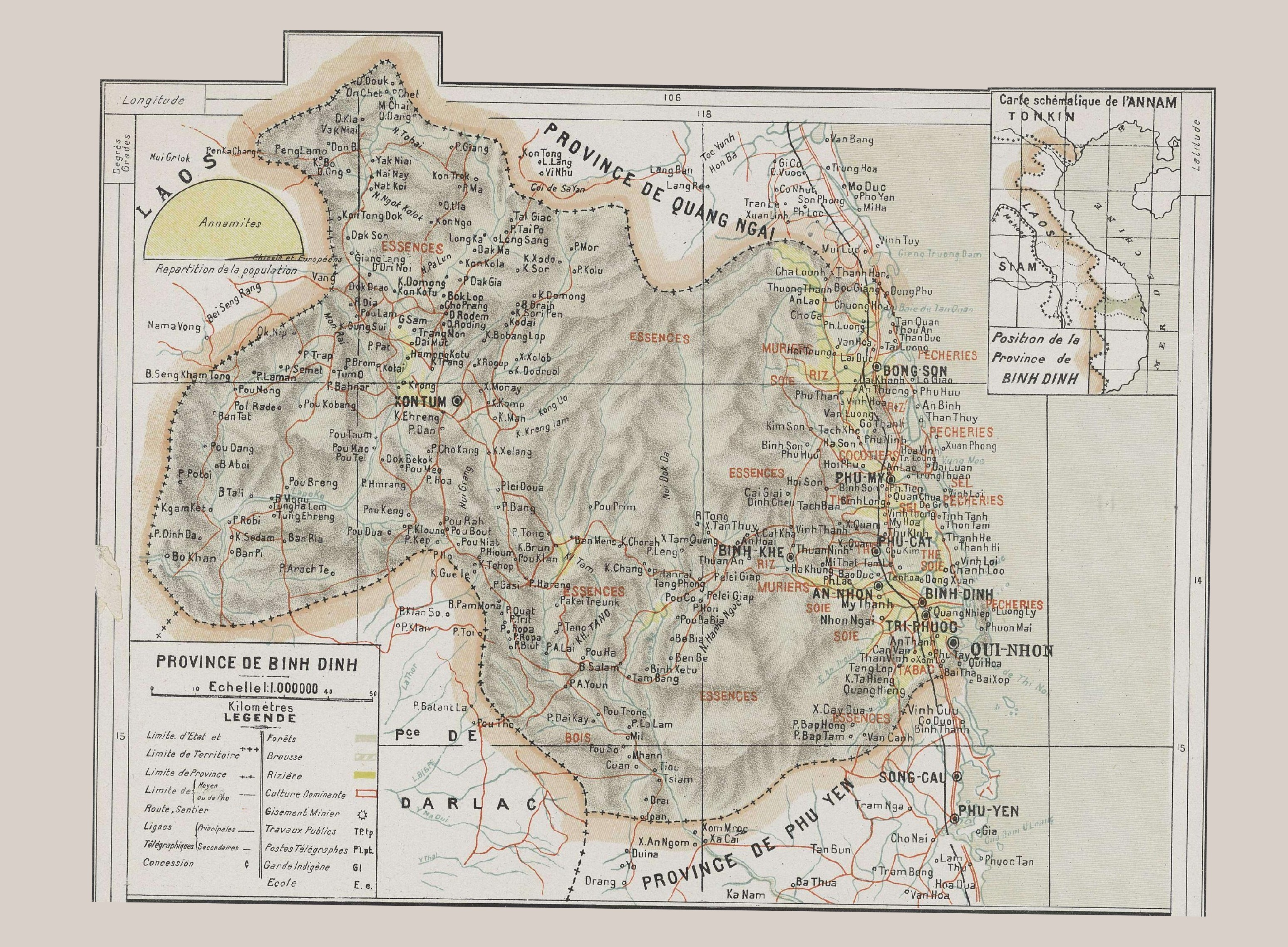
法属印度支那时期的平定省地图

1976年2月，平定省和广义省合并为义平省，平定省区域包括归仁市社、怀恩县、符美县、符吉县、安仁县、西山县、福耘县、怀仁县1市社7县。
1981年8月24日，义平省福耘县分设为绥福县和耘耕县，西山县析置永盛县，怀恩县析置安老县。
1981年9月23日，义平省绥福县2社划归耘耕县管辖。
1986年7月3日，义平省绥福县1社划归归仁市社管辖，归仁市社改制为归仁市。
1989年6月30日，义平省恢复分设为平定省和广义省，平定省下辖归仁市、怀恩县、安老县、符美县、符吉县、安仁县、西山县、永盛县、耘耕县、绥福县、怀仁县1市10县，省莅归仁市。
1998年7月4日，归仁市被评定为二级城市。
2005年11月15日，绥福县1社划归归仁市管辖。
2010年1月25日，归仁市被评定为一级城市。
2011年11月28日，安仁县改制为安仁市社。
2020年4月22日，怀仁县改制为怀仁市社。
2025年7月1日併入嘉萊省後走入歷史。

## 行政區劃
平定省下轄1市2市社8縣，省莅歸仁市。
- 歸仁市（Thành phố Quy Nhơn）
- 安仁市社（Thị xã An Nhơn）
- 怀仁市社（Thị xã Hoài Nhơn）
- 安老縣（Huyện An Lão）
- 懷恩縣（Huyện Hoài Ân）
- 符吉縣（Huyện Phù Cát）
- 符美縣（Huyện Phù Mỹ）
- 西山縣（Huyện Tây Sơn）
- 綏福縣（Huyện Tuy Phước）
- 耘耕縣（Huyện Vân Canh）
- 永盛縣（Huyện Vĩnh Thạnh）

## 經濟
平定省经济以漁業與農耕為主。

## 外部連結
- 平定省电子信息门户网站（越南文）